# Lagenophora mikadoi
Lagenophora mikadoi là một loài thực vật có hoa trong họ Cúc. Loài này được (Koidz.) Koidz. ex H.Koyama mô tả khoa học đầu tiên.